# زولتان سابو
زولتان سابو (سیریلیک صربی: Золтан Сабо؛ ۲۶ مهٔ ۱۹۷۲ – ۱۵ دسامبر ۲۰۲۰) بازیکن و مربی فوتبال اهل صربستان بود.
از باشگاه‌هایی که در آن بازی کرده‌است می‌توان به باشگاه فوتبال وویوودینا، باشگاه فوتبال آویسپا فوکوئوکا، باشگاه فوتبال سوون سامسونگ، باشگاه فوتبال آاک لارناکا، و باشگاه فوتبال پارتیزان اشاره کرد.
سابو در ۱۵ دسامبر ۲۰۲۰ در سن ۴۸ سالگی بر اثر سکته قلبی درگذشت.